# Vlag van Guernsey
De huidige vlag van Guernsey werd aangenomen in 1985 en bestaat uit een wit veld met het Kruis van Sint Joris erop, waarin een gouden breedvoetig kruis met afgevlakte voeten staat. Het gouden kruis symboliseert Willem de Veroveraar, de Normandische hertog die Engeland veroverde en er koning werd. Hij gebruikte dit kruis bij zijn eerste grote overwinning in Engeland, de Slag bij Hastings.
De handelsvlag van Guernsey is een rood Brits vaandel met het gouden kruis; de dienstvlag ter zee is een blauw Brits vaandel, eveneens met het gouden kruis van Guernsey.
Gedurende het midden van de 19e eeuw was een vlag in gebruik die leek op het witte Britse vaandel, met in plaats van volledig witte velden wit en blauw geblokte velden. De status van deze vlag is niet geheel bekend. In 1936 werd Guernsey voor het eerst toegestaan om een eigen vlag te gebruiken. Dit werd de vlag van Engeland, die tot 1985 in gebruik bleef.

## Historische vlaggen
In de 19e eeuw werd voor Guernsey een vaandel (zeevlag) met een blauw en wit schaakbordpatroon gebruikt. Later gebruikte Guernsey het rode George Cross op een witte achtergrond. Guernsey kreeg in 1936 toestemming om dit als vlag te gebruiken.

? Vlag van Guernsey, 19e eeuw
? Vlag van Guernsey, 1936-1985